# D 955 (Türkei)
Die Straße D 955 (Devlet yolu 955) ist eine 523 km lange Straße im Osten der Türkei. Sie beginnt im Norden am Grenzübergang Türkgözü (Türkgözü Sınır Kapısı) an der Grenze zu Georgien, wo sie an die Straße S8 anschließt, und endet nahe der Grenze zu Syrien. Von der Grenze zu Georgien bis in die Nähe von Ardahan ist sie Teil der Europastraße 691. 203 km der Straße verfügen über geteilte Fahrbahnen, sind aber nicht kreuzungsfrei ausgebaut.

## Verlauf

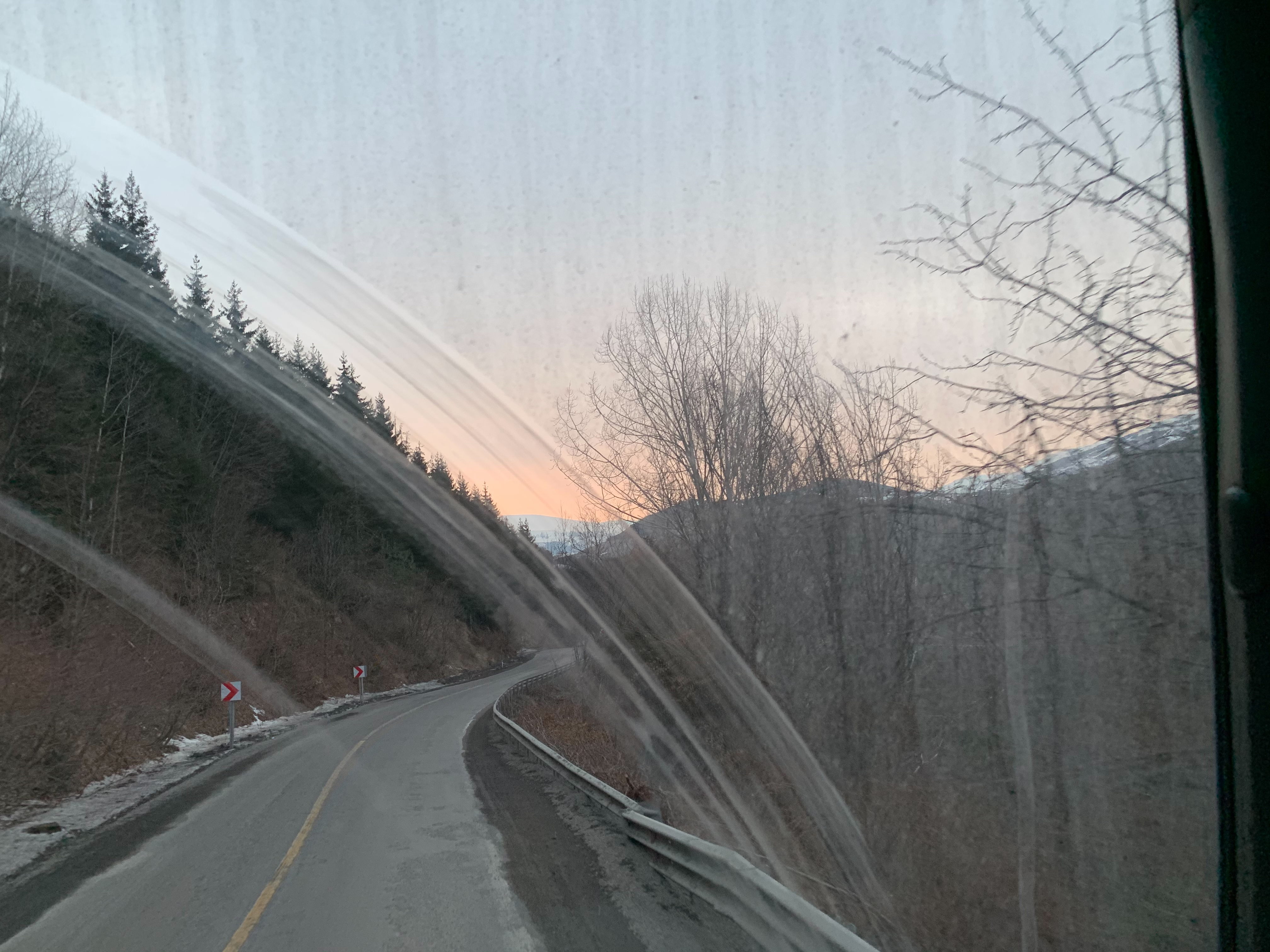
Die Straße in der Provinz Ardahan (März 2014)

Die Straße beginnt im Norden an der Grenze zu Georgien bei Posof und führt über die Provinzhauptstadt Ardahan und weiter über Göle, Oltu, Narman, Köprüköy (Kreuzung mit der D 100), Hınıs und Varto zur Provinzhauptstadt Muş (Kreuzung mit der D 300). Von dort verläuft sie weiter über die Provinzhauptstadt Batman, Hasankeyf und Midyat zur Provinzhauptstadt Mardin und weiter bis Alakuş, wo sie unweit der Grenze zu Syrien an der Schnellstraße D 400 (Europastraße 90) endet (kein Grenzübergang nach Syrien). Sechs Pässe auf der Straße erreichen über 2000 Höhenmeter: zwischen Posof und Ardahan der Ilgar-Pass mit 2550 m, zwischen Ardahan und Göle der Cankurtaran-Pass mit 2150 m, hinter Narman der Çimenli-Pass mit 2335 m, zwischen Köprüköy und Hınıs der Çatalören-Pass mit 2363 m, der Dadaş-Pass mit 2300 m und der Akören-Pass mit 2101 m.